# Бабешко Андрій Олексійович
Андрій Олексійович Бабешко — (* 26 червня 1976, Олександрівка, Донецька область). Освіта — вища. Український історик і статистик футболу. Син відомого історика українського футболу — Бабешко Олексія Анатолійовича.

## Біографія
Мешкає в Донецьку.
Історією футболу та статистикою донецького «Шахтаря» займається з 2001 року. Брав участь в підготовці програмок та щорічників, довідників про донецький «Шахтар». У співаторстві з батьком видавав книги про історію донецького «Шахтаря». Керівник медіа-центру ТОВ "Донбас-Арена".

## Авторські праці

### книги
- „«Шахтер» Донецк. Иллюстрированный альбом“ 2003 рік. (рос.);
- „«Шахтер» (Донецк). История команды. 1936—2006“ 2006 рік. (рос.);
- «Виталий Старухин: играю головой» 2007 рік. (рос.)

### довідники
- „Кто есть кто. Футболисты «Шахтера». Статистический справочник“ 2005 рік.(рос.);